# Leandro Riedi
Leandro Riedi (Frauenfeld, 27 gennaio 2002) è un tennista svizzero.

## Carriera

### Carriera juniores
Vince il titolo in doppio all'Australian Open 2020 in coppia con il rumeno Nicholas David Ionel sconfiggendo in finale la coppia Mikołaj Lorens / Kārlis Ozoliņš. Nell'ottobre dello stesso anno perde la finale di singolare all'Open di Francia contro Dominic Stricker – al suo ultimo impegno tra gli juniores e con questo risultato raggiunge il 6º posto nel ranking dell'ITF Junior Circuit.

### Carriera da professionista
Fa le sue prime esperienze tra i professionisti nel 2020 in tornei del circuito ITF. A settembre con una wild card disputa il primo torneo di qualificazione nel circuito ATP all'Austrian Open Kitzbühel, dove al primo turno supera il nº 98 del mondo Andrej Martin ed esce di scena al secondo turno. Nel maggio dell'anno successivo alza il suo primo trofeo vincendo in doppio un torneo ITF M15 a Madrid. Nel corso della stagione vince altri quattro tornei ITF di doppio e a ottobre arriva il primo titolo in singolare all'ITF M15 di Selva di Val Gardena. Sempre nel 2021 inizia a giocare nell'ATP Challenger Tour e disputa inoltre i suoi primi incontri in tabelloni principali dell'ATP Tour con delle wild-card allo Swiss Open Gstaad, viene eliminato al primo turno in singolare e in doppio si spinge fino alla semifinale con il connazionale Jakub Paul.
Nella prima parte del 2022 resta lontano dalle competizioni per alcuni periodi, a ottobre vince il primo torneo Challenger in doppio a Tiburon in coppia con Valentin Vacherot e il mese dopo si aggiudica i primi titoli Challenger in singolare a Helsinki e ad Andria, superando nelle rispettive finali Tomáš Macháč – al quale concede solo quattro giochi e Michail Kukuškin. Chiude la stagione con il nuovo miglior ranking in singolare al 157º posto mondiale.
Nel gennaio 2023 perde la finale al Canberra Challenger contro Márton Fucsovics e subito dopo viene eliminato nel turno decisivo alle qualificazioni degli Australian Open, alla sua prima esperienza in una prova del Grande Slam. A febbraio vince il primo incontro in singolare nel circuito maggiore sconfiggendo il nº 72 ATP Arthur Rinderknech a Marsiglia e viene battuto al secondo turno dal nº 11 Hubert Hurkacz dopo aver vinto il primo set. Il mese successivo supera per la prima volta le qualificazioni in un Masters 1000 a Indian Wells, viene poi eliminato al primo turno e a fine torneo porta il miglior ranking alla 126ª posizione mondiale. Torna a mettersi in luce a settembre facendo il suo esordio in Coppa Davis, viene schierato in singolare nella sfida persa contro la Gran Bretagna e cede ad Andy Murray dopo aver vinto il primo set.
Nel gennaio 2024 vince i Challenger Oeiras indoor II e soprattutto il CH 125 BW Open, nella cui finale supera il n' 40 del mondo' Borna Ćorić per 7-5, 6-2. La settimana successiva è protagonista nella sfida di Coppa Davis persa 3-2 contro i Paesi Bassi con le vittorie in singolare su Botic van de Zandschulp e in doppio, mentre cede dopo due tie-break contro Tallon Griekspoor.
Nel settembre 2024 si è seriamente infortunato al ginocchio destro, il che l'ha costretto a subire un'operazione. Nel gennaio 2025, durante un allenamento, si è fatto male allo stesso ginocchio, dovendo quindi sottoporsi a un secondo intervento chirurgico, in seguito al quale è iniziato per lui un nuovo periodo di inattività agonistica. 

## Statistiche

### Tornei minori

#### Singolare

##### Vittorie (7)
| Legenda tornei minori     |
| Challenger (4)            |
| ITF World Tennis Tour (3) |

| N. | Data            | Torneo                                     | Superficie  | Avversario in finale   | Punteggio        |
| 1. | ottobre 2021    | M15 Selva, Selva di Val Gardena            | Cemento (i) | Samuel Vincent Ruggeri | 7–6(1), 3–6, 6–3 |
| 2. | marzo 2022      | M25 Trimbach, Trimbach                     | Erba (i)    | Alastair Gray          | 6–2, 6–2         |
| 3. | maggio 2022     | M25 Nottingham, Nottingham                 | Cemento     | Stuart Parker          | 6–1, 6(9)–7, 6–1 |
| 4. | novembre 2022   | Tali Open, Helsinki                        | Cemento (i) | Tomáš Macháč           | 6–3, 6–1         |
| 5. | novembre 2022   | Internazionali di Castel del Monte, Andria | Cemento (i) | Michail Kukuškin       | 7–6(4), 6–3      |
| 6. | 14 gennaio 2024 | Oeiras indoor II, Oeiras                   | Cemento (i) | Martin Damm Jr.        | 7–6(5), 6–2      |
| 7. | 28 gennaio 2024 | BW Open, Ottignies-Louvain-la-Neuve        | Cemento (i) | Borna Ćorić            | 7–5, 6–2         |

##### Finali perse (7)
| Legenda tornei minori     |
| Challenger (6)            |
| ITF World Tennis Tour (1) |

| N. | Data             | Torneo                           | Superficie  | Avversario in finale | Punteggio     |
| -- | ---------------- | -------------------------------- | ----------- | -------------------- | ------------- |
| 1. | marzo 2022       | Challenger Lugano, Lugano        | Cemento (i) | Luca Nardi           | 6–4, 2–6, 3–6 |
| 2. | agosto 2022      | M25 Aldershot, Aldershot         | Cemento     | Filip Peliwo         | 4–6, 6(5)–7   |
| 3. | gennaio 2023     | Canberra Challenger, Canberra    | Cemento     | Márton Fucsovics     | 5–7, 4–6      |
| 4. | 19 agosto 2023   | Winnipeg Challenger, Winnipeg    | Cemento     | Ryan Peniston        | 4–6, 6–4, 4–6 |
| 5. | 25 febbraio 2024 | Open Pau-Pyrénées, Pau           | Cemento (i) | Otto Virtanen        | 5–7, 5–7      |
| 6. | 14 aprile 2024   | Open Comunidad de Madrid, Madrid | Terra rossa | Stefano Napolitano   | 3-6, 3-6      |
| 7. | 9 maggio 2024    | Surbiton Trophy, Surbiton        | Erba        | Lloyd Harris         | 6(8)–7, 5–7   |

#### Doppio

##### Vittorie (7)
| Legenda tornei minori     |
| Challenger (2)            |
| ITF World Tennis Tour (5) |

| N. | Data           | Torneo                        | Superficie  | Compagno          | Avversari in finale                 | Punteggio           |
| 1. | maggio 2021    | M15 Madrid, Madrid            | Terra rossa | Dominic Stricker  | Johan Nikles Alberto Barroso Campos | 2–6, 6–2, [12–10]   |
| 2. | giugno 2021    | M25 Grasse, Grasse            | Terra rossa | Dan Added         | Franco Agamenone Piotr Matuszewski  | 6–1, 6–4            |
| 3. | agosto 2021    | M25 Caslano, Caslano          | Terra rossa | Jakub Paul        | Jack Vance Jamie Vance              | 6–0, 6–4            |
| 4. | ottobre 2021   | M25 Hamburg, Amburgo          | Cemento     | Yannik Steinegger | Viktor Durasovic Vladyslav Orlov    | 6–3, 6–2            |
| 5. | novembre 2021  | M25 Columbus, Columbus        | Cemento     | Adrien Burdet     | Robert Cash James Tracy             | 7–6(5), 7–6(2)      |
| 6. | 8 ottobre 2022 | Tiburon Challenger, Tiburon   | Cemento     | Valentin Vacherot | Ezekiel Clark Alfredo Perez         | 6(2)–7, 6–3, [10–2] |
| 7. | 19 agosto 2023 | Winnipeg Challenger, Winnipeg | Cemento     | Gabriel Diallo    | Juan Carlos Aguilar Taha Baadi      | 6–2, 6–3            |

### Tornei juniores del Grande Slam

#### Singolare

##### Sconfitte (1)
| Anno | Torneo          | Superficie  | Avversario       | Punteggio |
| ---- | --------------- | ----------- | ---------------- | --------- |
| 2020 | Open di Francia | Terra rossa | Dominic Stricker | 2–6, 4–6  |

#### Doppio

##### Vittorie (1)
| Anno | Torneo          | Superficie | Compagno           | Avversari in finale           | Punteggio           |
| ---- | --------------- | ---------- | ------------------ | ----------------------------- | ------------------- |
| 2020 | Australian Open | Cemento    | Nicola David Ionel | Mikołaj Lorens Kārlis Ozoliņš | 6(8)–7, 7–5, [10–4] |